# Maskindirektivet
Maskindirektivet, EU-direktiv 2006/42/EF, erstatter EU-direktiv 98/37/EF. Direktivet omfatter blandt andet fastlæggelse af krav til sikring mod ulykker i industrielle maskinparker ved hensigtsmæssig konstruktion og fremstilling af maskiner.
Direktivet er gyldigt fra 29. december 2009 i EU og blev implementeret i dansk lovgivning den 1. januar 2009.
Bestemmelserne i maskindirektivet bliver i Danmark varetaget af arbejdstilsynet. Her er den udgivet som arbejdstilsynets bekendtgørelse nr. 612 "Bekendtgørelse om indretning af tekniske hjælpemidler".

## Ekstern henvisning
Arbejdstilsynets hjemmeside Arkiveret 5. august 2007 hos  Wayback Machine
| EU | Spire Denne artikel om EU er en spire som bør udbygges. Du er velkommen til at hjælpe Wikipedia ved at udvide den. |